# 孟奇
孟奇（？—？），字士常，陝西西安府咸寧縣人，明朝政治人物。

## 生平
弘治十四年（1501年）辛酉科陕西鄉試舉人，正德九年（1514年）甲戌科會試第347名，三甲84名進士。授行人司行人，正德十五年十月授户科給事中。世宗即位，弹劾遼東鎮守太監于喜前在宣府侵盜官銀，克減軍餉，賄通錢寧，于喜被發配充明孝陵淨軍。嘉靖二年（1523年）閏四月升本科右給事中，曾因儿子孟庄与秦王府宗室发生爭毆而被逮问。後起兵科右給事中，六年五月升户科左，世宗下令科道官互相糾劾，七月降二級調外任。歷官濬縣知縣、潞安府同知、叙州府知府。官至四川順慶府知府。